# Tony Schmidt
Tony Schmidt (ur. 9 maja 1980 roku w Lipsku) – niemiecki kierowca wyścigowy.

## Kariera
Schroeder rozpoczął karierę w wyścigach samochodowych w 1997 roku od startów w Formule Renault ONS. Z dorobkiem 99 punktów uplasował się tam na 15 pozycji w klasyfikacji generalnej. W późniejszych latach pojawiał się także w stawce Formuły Renault DMSB, Europejskiego Pucharu Formuły Renault, Francuskiej Formuły Renault, Włoskiej Formuły 3, Niemieckiej Formuły 3, Niemieckiej Formuły Renault, Masters of Formula 3 oraz Formuły 3000.